# 濘棲寬唇甲鯰
濘棲寬唇甲鯰，為輻鰭魚綱鯰形目甲鯰科的其中一種，為熱帶淡水魚，分布於南美洲Jacui河流域，棲息在底層水域，體長可達4.8公分，生活習性不明。

## 扩展阅读
維基物種上的相關：濘棲寬唇甲鯰